# Vršaki
Vršaki so skupina štirih grebenskih vrhov v osrednjih Julijskih Alpah, ki potekajo v smeri od jugozahoda proti severovzhodu. Nahajajo se znotraj Triglavskega narodnega parka nad planoto Hribarice in zatrepom doline sedmerih triglavskih jezer, proti katerima padajo s strmim skalnatim ostenjem. Nekoliko manj strma so gola jugovzhodna pobočja nad Dolino za Debelim vrhom, čez katera so še najlažje dostopni.